# Thierry Issiemou
Thierry Issiemou (31 de março de 1983) é um futebolista gabonês, que atua como meia-defensor.

## Carreira
Thierry Issiemou fez parte do elenco da Seleção Gabonense de Futebol na Campeonato Africano das Nações de 2010.